# Palaye Royale
Palaye Royale je americká art-rocková skupina pocházející z Kanady. Jejími členy jsou bratři, již kapelu založili v roce 2008 pod jménem Kropp Circle. To však v roce 2011 změnili na současné jméno, Palaye Royale. Název vznikl od kulturního domu v Torontu jménem Palais Royale, kde se potkali jejich prarodiče. Jejich singl "Get Higher" obsadil 27. příčku v žebříčku Billboard Modern Rock Charts.

## Historie kapely

### Kropp Circle (2008–2011)
Kapela byla založena pod jménem Kropp Circle v roce 2008. Tento název pochází z jejich rodných příjmení Kropp. Její členové byli při založení poněkud mladí – Sebastianovi bylo 16, Remingtonovi 14 a Emersonovi 12 let. V roce 2011 jméno změnili.

### Morning LightaThe Ends Beginning(2012–2013)
V roce 2012 vydali svůj úplně první singl pod novým názvem kapely, jenž zněl "Morning Light". O rok později, v roce 2013, vydali své první EP jménem "The Ends Beginning", které obsahovalo celkem 6 písní.

### Sumerian Records,Boom Boom Room (Side A)aAmerican Satan(2015–2017)
V roce 2015 vydavatelství Sumerian Records oznámilo, že podepsali kontrakt s Palaye Royale, s čímž také přišlo vydání jejich prvního alba Boom Boom Room (Side A). Album obsahuje celkem 13 písní a 2 bonusové, které byly původně vydány jako EP o dvou písních v roce 2013 – "Get Higher" a "White". Nejúspěšnějšími byly "Mr. Doctor Man", "Don't Feel Quite Right" a píseň "Ma Chérie", v které spolu s Remingtonem zpívá Kellin Quinn, frontman kapely Sleeping with Sirens.
V roce 2017 byl Remingtonův hlas použit jako hlas Johnnyho Fausta (roli hrál Andy Biersack) ve filmu American Satan, kde byly také použity dvě z písní z alba Boom Boom Room (Side A) – "Mr. Doctor Man" a instrumentální verze "Ma Chérie". Remington také nazpíval songy "Let Him Burn", "Forgive me Mother" a "Me Against the Devil" pro fiktivní filmovou kapelu The Relentless.

### Boom Boom Room (Side B)(2018–2019)
Práce na v pořadí druhém albu začala už v lednu 2018, pak však byla celá deska od základů předělána. Byla vydána 28. září 2018 a doprovázelo ji celosvětové turné s názvem The Final Boom. V rámci této tour zavítali mimo jiné poprvé do České republiky.
V roce 2019 hráli písně z Boom Boom Room alb naposledy v rámci The Funeral Tour.

## Hudební styl
Hudební žánr Palaye Royale je často popisován a adresován samotnými členy jako fashion-art rock, rock and roll, glam rock, indie rock, garage rock a alternativní rock, také ovlivněný skupinami The Animals, The Faces, Rolling Stones, The Doors, David Bowie, ale také klasickou hudbou. Jejich nejen hudební styl je také ovlivněn vzhledem charakterů Tima Burtona.

## Členové
- Remington Leith – vokály
- Sebastian Danzig – kytara, klávesy
- Emerson Barrett – bicí, piano

## Diskografie

### Studiová alba
- Boom Boom Room (Side A) (2016)
- Boom Boom Room (Side B) (2018)
- The Bastards (2020)
- Fever Dream (2022)
- Death or Glory (2024)

### EP
- The Ends Beginning (2013)
- Get Higher / White (2013)

### Singly
- Morning Light (2012)
- Get Higher (2013)
- You'll Be Fine (2018)
- Lifeless Stars (2022)